# Hōjō Yasutoki
Hōjō Yasutoki est un nom japonais traditionnel ; le nom de famille (ou le nom d'école), Hōjō, précède donc le prénom (ou le nom d'artiste).
Hōjō Yasutoki (北条 泰時, 1183-14 juillet 1242) est le troisième shikken du shogunat de Kamakura. Il renforce le système politique qui organise la mainmise du clan Hōjō sur la fonction de shikken.
Fils ainé du deuxième shikken Hōjō Yoshitoki, il est nommé chef du (bettō) du département militaire (samouraï dokoro). Durant la révolte de Jōkyū de 1221, il mène les forces du shogunat contre la cour impériale de Kyoto. Après sa victoire, il reste à Kyoto et institue le rokuhara Tandai. Yasutoki et son oncle Tokifusa sont les premiers tandai.
Il est nommé shikken en 1224 et installe Hōjō Tokifusa comme premier rensho. En 1225, il crée le Hyōjō (評定), le conseil du shogunat. En 1232, il promulgue le Goseibai Shikimoku, le code légal du shogunat. Il est tenu en grande estime pour sa justice impartiale.
Il meurt en 1242. Son petit-fils Tsunetoki lui succède au poste de shikken.

## Source de la traduction
- (en) Cet article est partiellement ou en totalité issu de l’article de Wikipédia en anglais intitulé « Hōjō Yasutoki » (voir la liste des auteurs).